# Cyril Fox
Pour les articles homonymes, voir Fox.
Sir Cyril Fred Fox, né le 16 décembre 1882 et mort le 15 janvier 1967, est un archéologue britannique.
Fox est conservateur en archéologie au Musée national du Pays de Galles de 1926 à 1948. Avec son épouse, Aileen Fox, il inspecte et fouille plusieurs monuments préhistoriques du Pays de Galles. Sir Cyril et Lady Fox ont trois fils.

## Jeunesse
Cyril Fred Fox est né le 16 décembre 1882 à Chippenham, Wiltshire. Il est le premier fils de Charles Frederick Fox et de sa femme Henrietta Maria Paul. Son premier emploi à l'âge de 16 ans, est jardinier. Il fait ses études à Christ's Hospital.

## Carrière
Sur le chemin de sa nomination au poste de directeur du Musée national du Pays de Galles en 1926, il est greffier d'une commission gouvernementale sur la tuberculose puis directeur d'une petite station de recherche à Cambridge. Il déménage pour travailler à temps partiel pour le musée de l'archéologie et de l'anthropologie de l'université, et il termine une thèse de doctorat sur Archaeology of the Cambridge Region, qui est publiée en 1922. En cette année, il est nommé conservateur d'archéologie au Musée national du Pays de Galles, dont il devient le directeur en 1926. Il produit une remarquable gamme de publications. Il s'agit notamment de The Personality of Britain (1932),qui attire l'attention sur les différences entre la Grande-Bretagne de montagne et la Grande-Bretagne de plaine, Offa's Dyke (1955), une étude fondamentale de ce grand terrassement, et des études sur l'art celtique, sur la découverte majeure de la première ferronnerie à Llyn Cerrig Bach à Anglesey, et des maisons du Monmouthshire. Pour ses travaux administratifs et savants, il obtient un large éventail de distinctions honorifiques, notamment une Chevalerie (1935) et Fellowship of the British Academy (1940). Toujours plus qu'un fouilleur et chroniqueur, Fox a une vision large de ce qui fait que son travail est encore précieux aujourd'hui. Avec son collègue Nash-Williams au Musée du Pays de Galles, il collabore avec l'artiste Alan Sorrell à la reconstruction des dessins des fouilles romaines de Caerwent, publiés dans l'Illustrated London News, 1937-1942.  Entre autres réalisations, il encouragea son collègue Iorwerth Peate à développer ce qui devint en 1946, sous la direction de Peate, le Welsh Folk Museum à St Fagan, près de Cardiff (aujourd'hui le St Fagans National History Museum).